# Shan Mao
Shan Mao (Taiwan, 5 dicembre 1944 – Hong Kong, 14 marzo 1977) è stato un attore hongkonghese.

## Biografia
Shan Mao interpretava invariabilmente ruoli di cattivo nei film di kung-fu di Hong Kong e Taiwan degli anni '70, di solito in coppia con l'attore Lung Fei. Il suo look peculiare, capelli rasati a spazzola e barba a pizzetto, lo rese familiare ai fans del genere.
Fra le pellicole più note in cui è apparso, Con una mano ti rompo con due piedi ti spezzo (The one-armed Boxer) di Jimmy Wang Yu, dove impersonava il lottatore di Tae Kwon Do (doppiato dal noto attore-doppiatore italiano Arturo Dominici); e I giganti del Karate (Shaolin Temple) del 1976 di Chang Cheh, dove era il monaco traditore.
È apparso anche in numerosi film della cosiddetta "Bruceploitation" (i sosia di Bruce Lee) nella seconda metà degli anni '70, in particolare in quelli interpretati da Bruce Li (Ho Chung Tao). In Il magnifico campione (The new Shaolin Boxer) del 1976 di Chang Cheh, interpretò uno dei suoi rari ruoli di buono, quello del maestro dell'eroe.
Morì a soli a 32 anni, il 14 marzo 1977, a Hong Kong, ucciso a colpi di cacciavite durante un'aggressione. Le sue ultime pellicole uscirono postume.

## Post mortem
È ricordato come uno degli attori più prolifici (114 film in sette anni) e riconoscibili del cinema di arti marziali anni '70 (fra cui La regina del karate), avendo militato tanto nelle produzioni importanti targate Shaw Bros., quanto nei film di Kung-Fu di serie B ed in quelli di spadaccini cinesi (i cosiddetti wuxiapian) indipendenti.